# Alex Lifeson

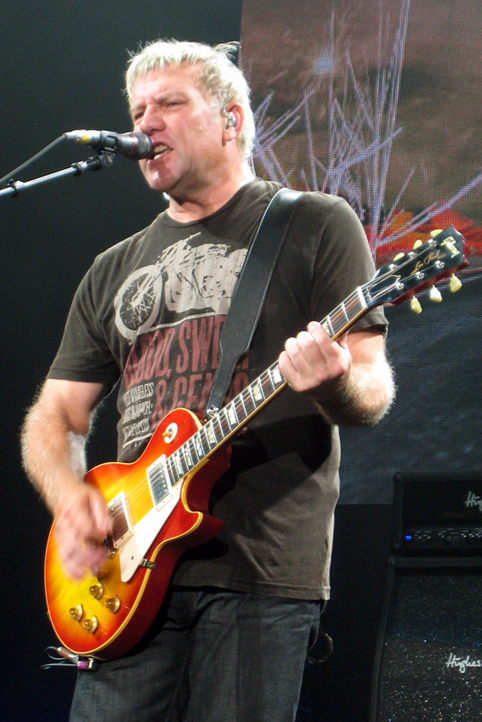
Alex Lifeson

Alex Lifeson (officieel: Aleksandar Zivojinovic) (Fernie (Brits-Columbia), 27 augustus 1953) is een Canadese gitarist die bekend is geworden door zijn optreden in de Canadese prog-rockband Rush.
Alex Lifeson, die eigenlijk Aleksandar Živojinović heet, is een zoon van Servische immigranten die naar Canada verhuisden. In Toronto ontmoette hij ook Jeff Jones en John Rutsey, met wie hij in 1968 de band Rush oprichtte. Alex Lifeson heeft ruim 40 jaar bij de band gezeten en reisde naar elk optreden samen met Geddy Lee; drummer Neil Peart reisde zonder de andere bandleden. Naast gitaar heeft Alex Lifeson op de cd's van Rush ook andere instrumenten bespeeld: de bouzouki, de mandola, de mandoline en synthesizer, terwijl hij ook af en toe de achtergrondzang voor zijn rekening nam.
Naast zijn muzikale activiteiten was Lifeson ook 'Special Guest Star' in een aantal afleveringen van de serie Trailer Park Boys. Naast de reguliere serie was hij bijvoorbeeld ook te zien in 'out of the park: USA'. Lifeson acteerde in die afleveringen als eigen persoon.
- Gemeinsame Normdatei: 13444504X
- International Standard Name Identifier: 0000 0000 7375 2204
- Library of Congress Control Number: n92005766
- MusicBrainz: 3ccd2160-2d09-4835-8782-0aa68faa278e
- Nationale Bibliotheek van Tsjechië: ola2002151369
- Nederlandse Thesaurus van Auteursnamen: 071446524
- Virtual International Authority File: 65658204
- WorldCat: E39PBJqVPT8dFcCHPGk6DqGT73